# 萬時俊
萬時俊（？—?），山西平陽府安邑縣人。明朝末年政治人物。

## 生平
万历二十九年（1601年）登辛丑科进士，授懷慶府孟縣知縣，三十八年任山東郓城县知县，擢户部主事，四十年因貪没庫銀，被免官。